# Phytometra nigrogemmea
Phytometra nigrogemmea is een vlinder uit de familie spinneruilen (Erebidae). De wetenschappelijke naam is voor het eerst geldig gepubliceerd in 1943 door Romieux.
De soort komt voor in tropisch Afrika.